# Eliesse Ben Seghir
Eliesse Ben Seghir (em árabe: إلياس بن صغير; Gassin, 16 de fevereiro de 2005) é um futebolista marroquino que atua como lateral-esquerdo. Joga pelo Mónaco.

## Carreira
Ben Seghir é um produto jovem das academias do SC Cogolinois, Fréjus Saint-Raphaël e Monaco. Ele assinou seu primeiro contrato profissional com o Monaco em 5 de agosto de 2022, e fez sua estreia profissional e sênior com o clube como um substituto tardio em uma vitória por 4–1 na UEFA Europa League sobre o Red Star Belgrade em 3 de novembro de 2022.
Em 28 de dezembro de 2022, Ben Seghir fez sua estreia na Ligue 1 pelo Monaco como substituto no intervalo em uma partida contra o Auxerre. Ele marcou dois gols, ambos colocando o Monaco na liderança, para ajudar seu time a sair vitorioso por um placar de 3–2.
Ben Seghir foi um jovem internacional pela França, tendo jogado pela seleção francesa sub-18. Ben Seghir estreou-se pela seleção principal de Marrocos a 22 de março de 2024, num amistoso frente a Angola.

## Títulos
Marrocos sub-23
- Jogos Olímpicos: 2024 (medalha de bronze)